# 박우석
박우석은 대한민국의 철학자이다. 바둑 관련 저술 활동으로 알려져 있다.